# Chasseral
Der Chasseral ist mit 1606 m ü. M. die höchste Erhebung im Berner Jura und die vierthöchste des ganzen Jurabogens. Der langgestreckte Berg liegt im Nordwesten des Kantons Bern zwischen dem Gebiet des Bielersees im Südosten und dem Vallon de St-Imier im Nordwesten. Der frühere deutsche Bergname Gestler wird in der Region teilweise noch verwendet, ist jedoch in der übrigen Schweiz kaum bekannt. Seit November 2022 wird die Region des Berner Juras als «Grand Chasseral» bezeichnet.
80 Meter östlich des Berggipfels steht die Sendeanlage Nods Chasseral, etwas mehr als einen Kilometer westlich davon befindet sich seit 1880 das Hôtel-Restaurant Chasseral.
Der Chasseral war ab 1803 der erste zentrale Vermessungspunkt der Schweiz, um die Höhen (Niveau) des Landes festzulegen.
Der Berg ist die dominierende Landform des Naturparks Parc régional Chasseral. Die nähere Landschaft rund um den Chasseral ist im Bundesinventar der Landschaften und Naturdenkmäler von nationaler Bedeutung (BLN) verzeichnet; das BLN-Gebiet umfasst eine Fläche von 21,6 Quadratkilometern.

## Geographie und Geologie
Der Chasseral ist der höchste Abschnitt einer etwa 20 Kilometer langen Antiklinale des Faltenjuras, die im Norden durch das Tal von Saint-Imier, im Osten durch die Klusen der Schüss (französisch Suze), im Süden durch den Bielersee und im Westen durch das Val de Ruz begrenzt wird. Im Westen liegt der Bergvorsprung Chasseral Ouest, der den höchsten Punkt des Kantons Neuenburg bildet. Das Gebiet beim Chasseralgipfel liegt in den bernischen Gemeinden Villeret, Cormoret und Nods.
Das Bergmassiv entstand während der Entstehung der Alpen durch die Aufwölbung von Kalkschichten. Die Chasseralkette besteht aus drei teilweise übereinander geschobenen Antiklinalen, deren Aufbau an mehreren Stellen in Seitentälern und Steinbrüchen zu sehen ist.
Am Südhang des Chasseral liegt auf durchschnittlich 800 m ü. M. das ausgedehnte Hochplateau des Tessenbergs mit mehreren Ortschaften. Nach Nordwesten zum Tal von Saint-Imier erstreckt sich die Combe Grède, eine steile Schlucht, die heute als Naturschutzgebiet ausgewiesen ist.
Von der Krete des Chasseral aus sind auf den nördlichen Bergplateaus zahlreiche Dolinen zu sehen, die sich in dem verkarsteten Kalkgestein gebildet haben. Das Niederschlagswasser versickert grösstenteils im Berginnern, und so entspringen am Bergmassiv nur in einzelnen Bereichen Oberflächengewässer, so wie der Bach Bez, der durch die Combe Grède gegen Norden fliesst, und der Ruz Chasseran im Westen.
Am Chasseral sind mehrere Höhlen bekannt, die sich im Winter mit Schnee und Eis füllen und früher für die Lebensmittelindustrie als Kühllager beziehungsweise für den Abbau von Kühleis dienten. Die bekannteste davon ist der Creux de Glace.

### Klima
Für die Normalperiode 1991–2020 beträgt die Jahresmitteltemperatur 4,3 °C, wobei im Februar mit −2,8 °C die kältesten und im August mit 12,1 °C die wärmsten Monatsmitteltemperaturen gemessen werden. Im Mittel sind hier rund 147 Frosttage und 62 Eistage zu erwarten. Ein Sommertag tritt statistisch gesehen in zwei von drei Jahren auf. Hitzetage wurden auf dem Chasseral bisher keine aufgezeichnet. Die Messstation von MeteoSchweiz liegt auf einer Höhe von 1594 m ü. M.
|                        | Jan  | Feb  | Mär  | Apr  | Mai  | Jun  | Jul  | Aug  | Sep  | Okt  | Nov  | Dez  |   |       |
| Mittl. Temperatur (°C) | −2,3 | −2,8 | −0,5 | 2,5  | 6,4  | 10,0 | 12,0 | 12,1 | 8,4  | 5,5  | 1,1  | −1,4 | ⌀ | 4,3   |
| Mittl. Tagesmax. (°C)  | 0,3  | −0,1 | 2,3  | 5,8  | 10,1 | 13,7 | 15,8 | 15,6 | 11,7 | 8,4  | 3,7  | 1,2  | ⌀ | 7,4   |
| Mittl. Tagesmin. (°C)  | −4,7 | −5,2 | −3,0 | −0,3 | 3,5  | 7,0  | 8,9  | 9,3  | 5,9  | 3,0  | −1,3 | −3,8 | ⌀ | 1,6   |
|                        |      |      |      |      |      |      |      |      |      |      |      |      |   |       |
| Niederschlag (mm)      | 96   | 92   | 97   | 104  | 134  | 134  | 136  | 142  | 117  | 122  | 110  | 113  | Σ | 1397  |
|                        |      |      |      |      |      |      |      |      |      |      |      |      |   |       |
| Sonnenstunden (h/d)    | 3,2  | 3,7  | 4,5  | 5,2  | 5,3  | 6,0  | 6,5  | 6,1  | 5,0  | 4,2  | 3,1  | 2,7  | ⌀ | 4,6   |
|                        |      |      |      |      |      |      |      |      |      |      |      |      |   |       |
| Regentage (d)          | 11,1 | 9,9  | 10,7 | 11,2 | 13,9 | 12,7 | 12,5 | 12,1 | 10,7 | 12,7 | 11,3 | 12,5 | Σ | 141,3 |
|                        |      |      |      |      |      |      |      |      |      |      |      |      |   |       |
| Luftfeuchtigkeit (%)   | 75   | 76   | 79   | 79   | 82   | 82   | 81   | 81   | 84   | 80   | 78   | 76   | ⌀ | 79,4  |

| −4,7 |

| −5,2 |

| −3,0 |

| −0,3 |

| 3,5 |

| 7,0 |

| 8,9 |

| 9,3 |

| 5,9 |

| 3,0 |

| −1,3 |

| −3,8 |

| −4,7 |

| −5,2 |

| −3,0 |

| −0,3 |

| 3,5 |

| 7,0 |

| 8,9 |

| 9,3 |

| 5,9 |

| 3,0 |

| −1,3 |

| −3,8 |

## Flora
Bis auf eine Höhe von 1400 m ist der Chasseral bewaldet, darüber befinden sich Bergweiden und Trockenrasen. Sie sind reich an alpinen Stauden, die im Sommer für bunte Blühaspekte sorgen. An den Hängen wächst in stattlicher Zahl zum Beispiel der Gelbe Enzian. Die Felsen sind unter anderem mit Zwerg-Glockenblumen bewachsen. Mehrere Weidegebiete im Areal Petit Chasseral-Métairie de Saint-Jean sind im Bundesinventar der Trockenwiesen und -weiden von nationaler Bedeutung verzeichnet.
Dank hervorragender Aufwinde ist der Chasseral ein beliebter Startplatz für Gleitschirmflieger und Delta-Segler. Auch im Winter bietet die lokale Gleitschirm-Schule Flüge vom Gipfel nach Nods an.

## Infrastruktur
Der Gipfel des Chasseral ist seit 1803 ein Hauptpunkt der Landesvermessung der Schweiz. Von der Bergkuppe bietet sich eine Aussicht in alle Himmelsrichtungen über die Schweizer Alpenkette, das Mittelland und den Jura bis hin zu den Vogesen und zum Schwarzwald.
Am 26. Juni 1945 wurde auf dem Berg ein erster Sendeturm der PTT in Betrieb genommen. Ab 1954 diente der Turm dem Radio- und Autotelefon-Betrieb. 1970 kam eine provisorische Sendeeinrichtung für den Fernsehempfang auf dem Bergzug zwischen Solothurn und Yverdon hinzu. Seit 1983 unterhalten die PTT und heute Swisscom Broadcast auf dem Chasseral einen 120 Meter hohen Sender, hauptsächlich im Auftrag der SRG SSR. Er wird heute fernbedient und steht zu 90 Prozent leer. Der Sendeturm ist eines der bekanntesten und ikonischsten Gebäude des ganzen Jurabogens.
Seit 1880 befindet sich knapp unterhalb der Bergkamms ein Gasthaus als Chalet-Hôtel. Im März 1925 brannte das Gebäude nieder, und schon im Oktober 1925 wurde das neue «Hôtel Chasseral» im Heimatstil und in einer Gestalt, die ungefähr der Form eines Jurabauernhauses nachempfunden ist, errichtet. 1979 erfolgte der Anbau eines Panorama-Speisesaals. Das ganzjährig geöffnete Hotel-Restaurant zählt zu den meistbesuchten Berggasthäusern der Schweiz, da es als eines der wenigen Schweizer Gipfel- und Panoramahotels über eine Strasse zugänglich ist. Der Parkplatz der Liegenschaft wurde in der Geschichte mehrfach für militärische Paraden genutzt.

## Tourismus
Sowohl von Saint-Imier im Norden als auch von Nods auf dem Tessenberg ist die Höhe des Chasseral im Sommerhalbjahr durch eine Strasse erreichbar, welche die Bergkette am Col du Chasseral überquert. Im Sommer verkehrt von beiden Seiten her eine Buslinie (zwischen Nods und Hôtel Chasseral nur am Wochenende).
Von 1963 bis 1993 führte ein Sessellift von Nods zum Hôtel-Restaurant Chasseral westlich etwas unterhalb des Chasseral-Gipfels. Über den Grat verläuft ein aussichtsreicher Wanderweg, der einen Abschnitt des weiten Jurahöhenwegs bildet. Bei klarer Sicht bietet sich vom Chasseral aus ein Alpenpanorama, das vom Säntis bis zum Mont Blanc reicht. Auf der Nordseite sieht man über den Jura auf die Vogesen und den Schwarzwald. Für die Begehung des Jura-Höhenwegs bietet das Berghotel Chasseral eine günstig gelegene Unterkunft. Der Fernwanderweg Via Berna überquert das Chasseralgebirge von Saint-Imier nach Nods.
Das Skigebiet von Les Bugnenets-Savagnières liegt auf dem Nordkamm nordwestlich des Col du Chasseral. Es verfügt über acht Skilifte für 16 Abfahrtspisten (30 Kilometer) zwischen 1090 und 1450 m Höhe. Es ist auch der Ausgangspunkt für eine 25 Kilometer lange Langlaufloipe, die mit denjenigen von Vue des Alpes und Les Prés-d’Orvin verbunden ist. Auch am Südhang oberhalb von Nods ist Skisport möglich. Bis 1993 war vom Hôtel Chasseral bis Nods eine Skipiste in Betrieb, heute hat es in Nods noch einen kleineren Skilift.

## Bilder

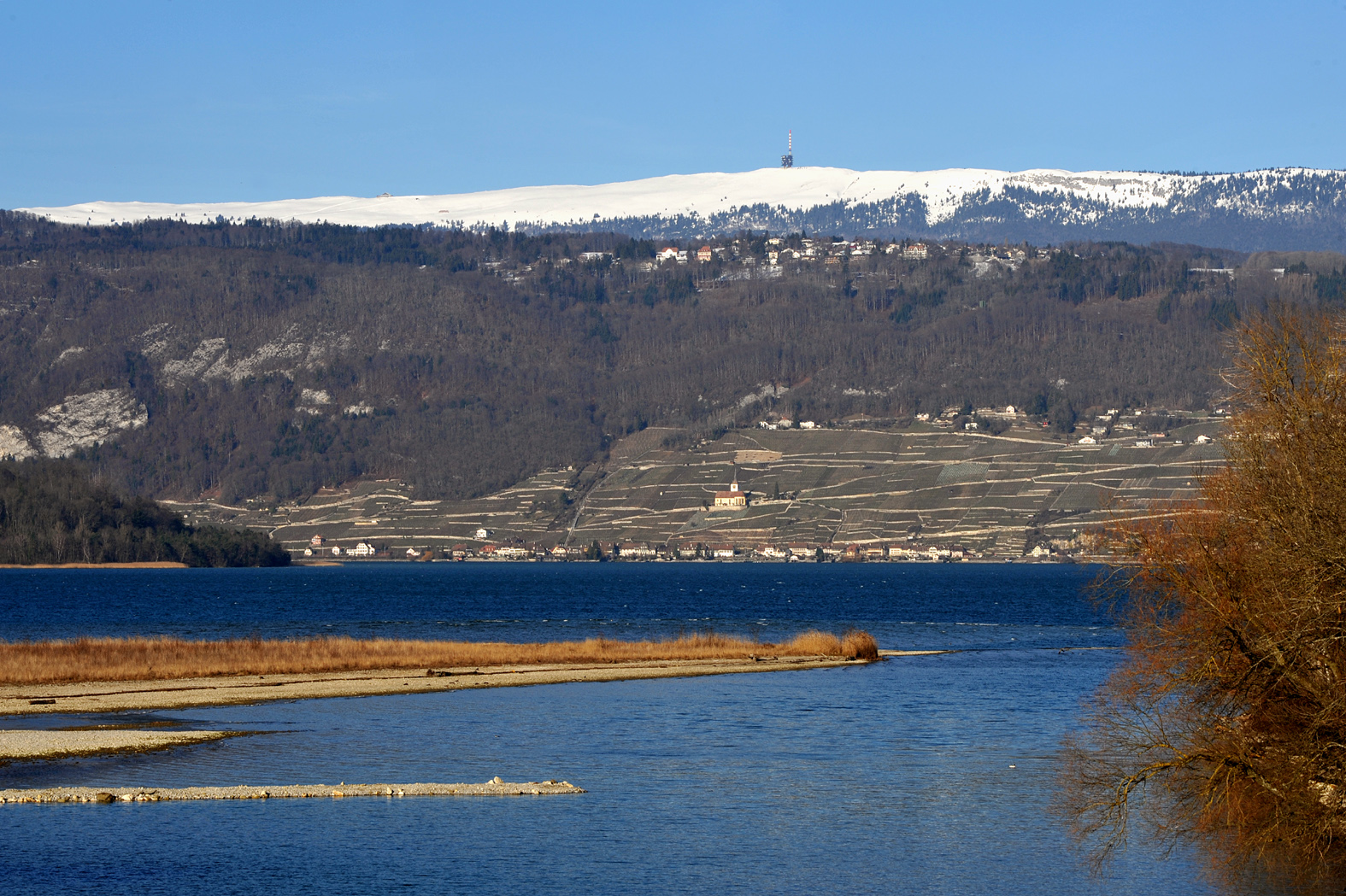
Der Bielersee mit dem Chasseral im Hintergrund
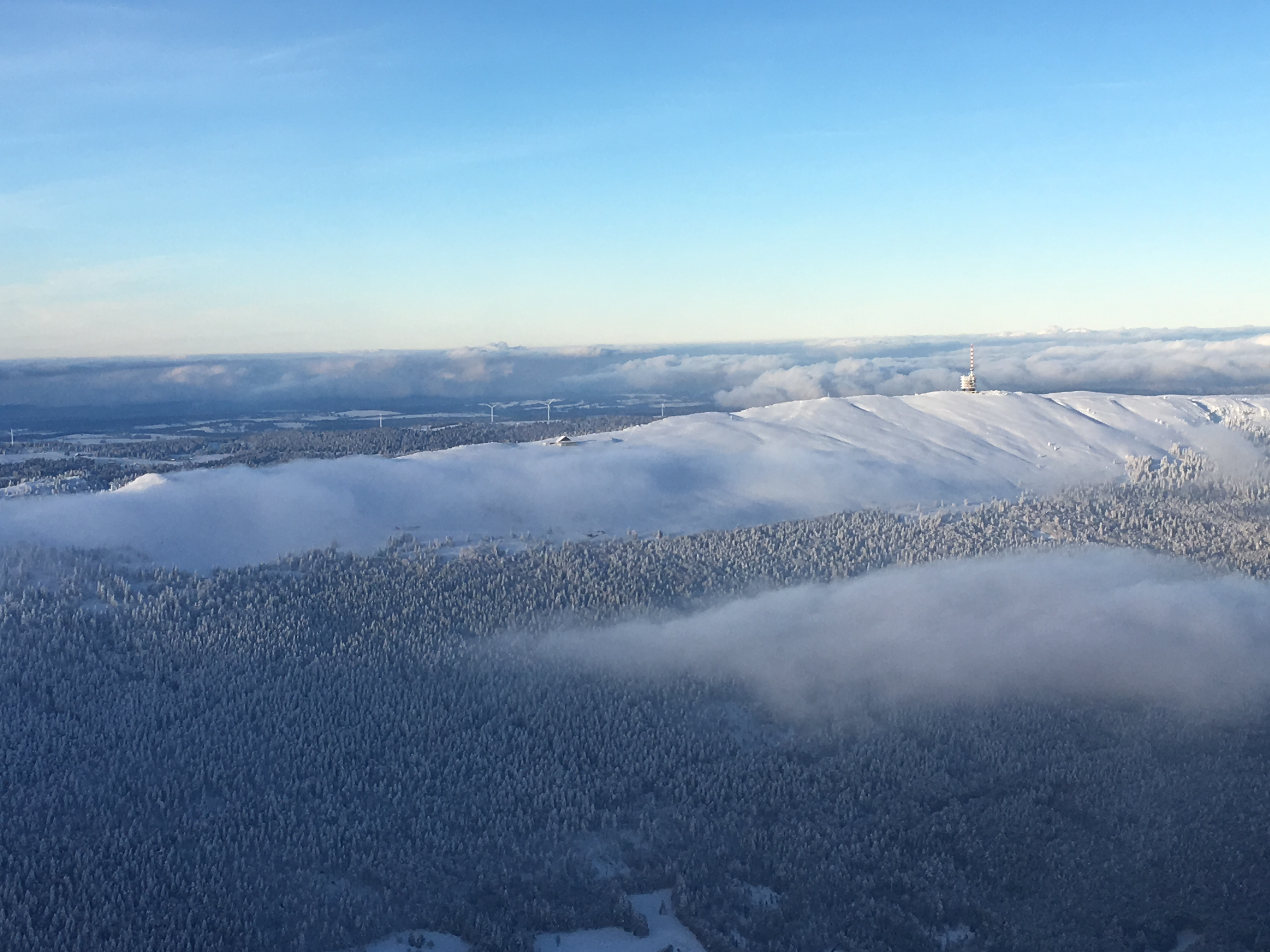
Flugaufnahme im Winter
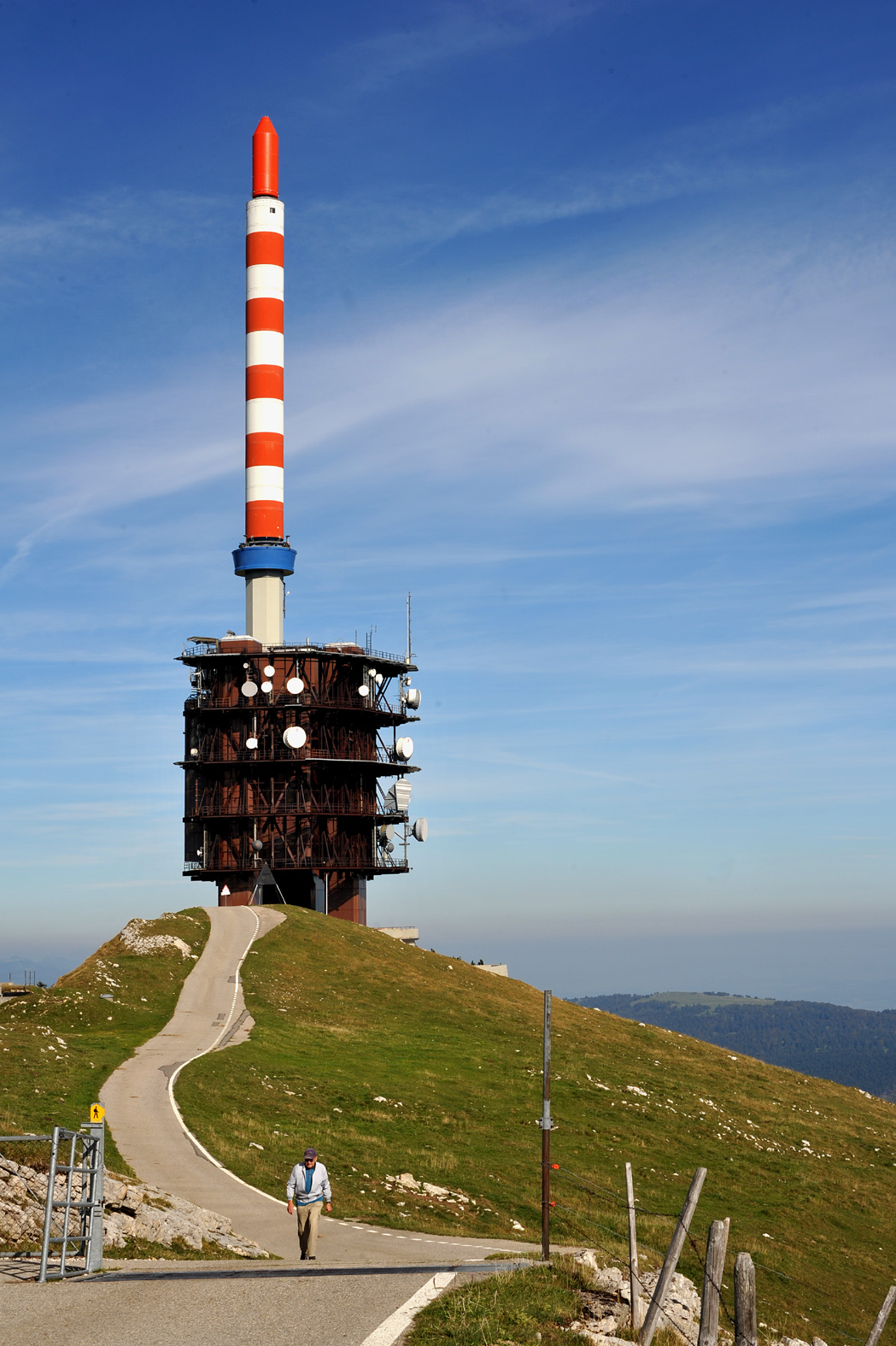
Der Sendemast am Chasseral
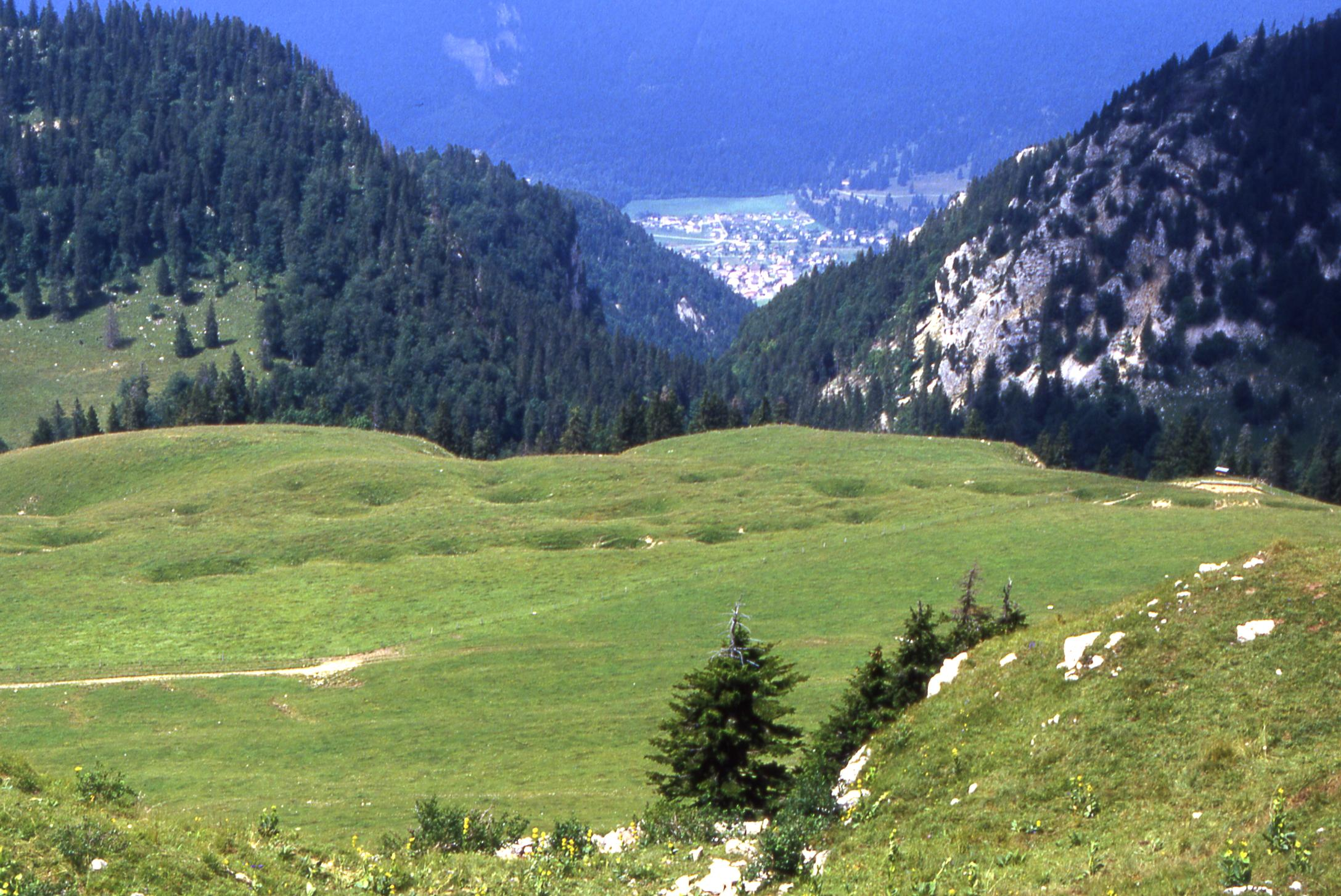
Dolinen am Chasseral, im Hintergrund die Schlucht Combe Grède mit dem Dorf Villeret
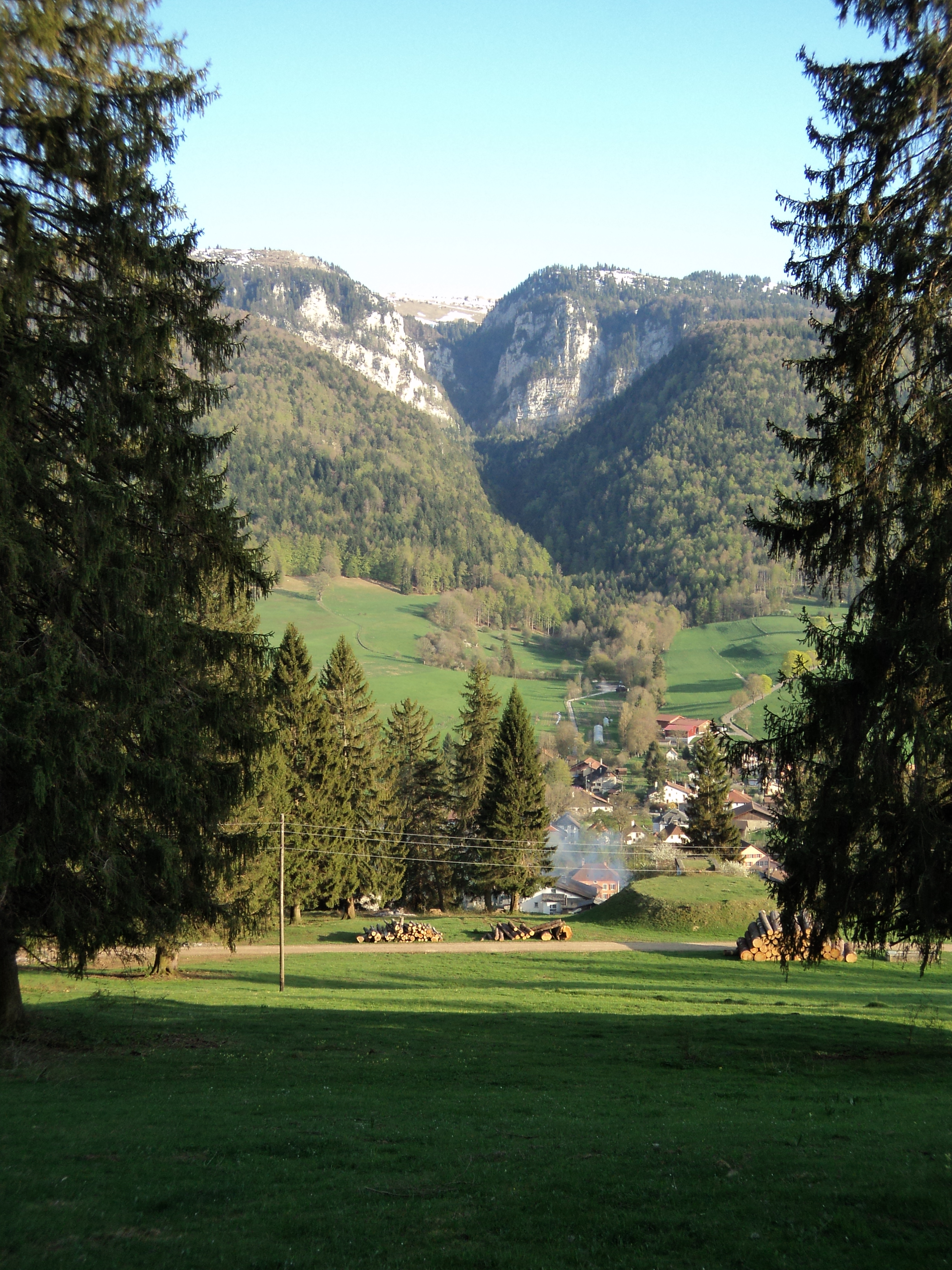
Durch die Combe Grède führt der steilste, aber auch der kürzeste Aufstieg auf den Chasseral